# Adolf Ivar Arwidsson
Adolf Iwar Arwidsson, född 7 augusti 1791 i Padasjoki, Finland, död 21 juni 1858 i Viborg, Finland, var en finländsk författare, publicist, politiker och historiker, verksam i Sverige senare delen av sitt liv. Han var far till Thorsten Adolf Arwidsson.
De flesta medborgarna i storfurstendömet Finland var tillfreds med situationen efter Finska kriget 1809, då Finland separerades från Sverige och införlivades i Ryssland. Finland var en relativt privilegierad del av Ryssland i jämförelse med de baltiska länderna som hade införlivats på 1700-talet med folket satt i livegenskap. Under Finska kriget fanns stora farhågor bland finländarna att bli livegna, vilket ledde till våldsamt motstånd från civilbefolkningen i form av gerillakrig mot de ryska styrkorna. Till följd av motståndet pacificerade ryska tsaren finländarna genom att låta Finland bli en självständig del av Ryssland. Någon allmän önskan om en återförening med Sverige var inte i finländarnas sinnen, men ett visst missnöje syntes i landet. Främst många svenskspråkiga finländare kände sig givna åt ryssen. 
Arwidsson började studera vid Åbo akademi 1810, blev fil.mag. 1815, docent i allmän historia 1817. I hans avhandling om medeltidens romantik, Ingenii romantici, aevo medio orti, expositio historica, kan man spåra inflytande från Friedrich Schlegel och Friedrich von Schelling. Han knöt under flera besök i Sverige, bl.a. Uppsala, mellan åren 1816 och 1818 kontakter med nyromantikerna, och anslöt sig till deras historiskt-romantiska åskådning och bidrog till deras publikationer. På grund av det idealistiska svärmeriet fick han öknamnet "Fantastengranat" av kamratkretsen.
När han kom hem till Finland greps han av entusiasm för "den finska individualiteten" och övergick snart från litterära och språkliga frågor i kalendern Aura till politiskt författarskap. Arwidsson har tillskrivits citatet "Svenskar äro vi icke, ryssar vilja vi icke bli, låt oss vara finnar." även om frasen i denna ordalydelse inte kunnat spåras till honom. Han var en central gestalt inom Åboromantiken. I januari 1821 började han ge ut Åbo Morgonblad, där han sökte väcka till liv det ett s.k. slumrande medborgarsinne. Han riktade bl.a. uppmärksamhet på ämbetsmännens plikter gentemot den finska folkmajoriteten. Men eftersom myndigheterna tyckte att han var alltför frispråkig indrogs tidningen fr.o.m. den 30 september 1821. Därför publicerade han i Mnemosyne en satir över officerskåren. Några månader senare relegerades han från docenturtjänsten vid universitetet.
Adolf Ivar Arwidsson var den förste som lämnade Finland av politiska orsaker. Prästsonen från Padasjoki socken kom till Sverige hösten 1823, efter att hans betraktelser om den finländska nationens status under den ryska örnens vingar blivit obekväma för myndigheterna. Det var inte det första mötet med Sverige, från 1817 till 1818 hade han studerat vid Uppsala universitet. 
År 1825 blev Arwidsson svensk medborgare och var anställd som amanuens på Kungliga biblioteket. Vid en återresa till Finland 1827, utvisades han tillbaka till Sverige. Om inte tidigare så blev han i alla fall efter denna händelse en finländsk systemkritiker. Arwidsson knöt samman finländarna i Sverige med de svenska liberalerna som kritiserade Karl XIV Johans utrikespolitik för att vara alltför ryssvänlig. 
Han skrev politiska broschyrer mot Crusenstolpe, gick i polemik med Israel Hwasser i ämnet, om "1812 års politik". I de radikala kretsarna var antiryska stämningar starka och häcklandet mot självhärskardömet stort. Han skrev 1838 under pseudonymen Pekka Kuoharinen broschyren Finland och dess Framtid, där han dömde ut Finlands statsrättsliga ställning i det ryska imperiet. Den under pseudonymen Olli Kekäläinen publicerade skriften Finland och dess nuvarande statsförfattning, där den negativa bilden av finländska förhållanden tonas ned, har av vissa historiker tillskrivits Arwidsson.
Finlands återinförlivande med Sverige diskuterades livligt fram till och med Krimkriget åren 1854–1855. Det var nära att Sverige, styrd av den nye kungen Oscar I, med hjälp av engelska och franska styrkor skulle ha återtagit Finland. Ryssland hann dock kapitulera innan Sverige kom till handling. Ålands demilitarisering var det enda positiva slutresultatet Sverige fick av fredsslutet.
Adolf Ivar Arwidsson utnämndes till chef för Kungliga biblioteket 1843. När förhållandena efter Krimkriget liberaliserades i Finland passade han på att besöka landet, men avled under resan i Viborg. Han begravdes i sin hemsocken, Laukas. Hans författarskap nådde inte under levnadstiden större grupper. 
En minnessten restes i Padasjoki 1895 på Saksala gård på den plats där gården Mikkola legat. 1991 försågs stenen med ett porträtt i form av en bronsrelief. En minnesskulptur i form av ett ihåligt träd med en uggla finns Åbo i parken mellan Domkyrkan och Aura å.

## Utmärkelser
- Riddare av Nordstjärneorden,  1851[6]

[Redigera Wikidata]